# Is It Fiction?
Is It Fiction? (en español: ¿Es ficción?) es el segundo álbum de estudio del grupo español de indie pop rock Love of Lesbian. Aunque fue originalmente programado para lanzarse en octubre de 2001, finamente fue publicado en enero de 2002 (aunque algunas fuentes siguen indicando erróneamente que fue lanzado en 2001) por la discográfica barcelonesa K Industria Cultural (actualmente Satélite K) bajo el sello de Rock K. En la canción "All These Days" también aparece la cantante Desirée, del grupo Fine!

## Lista de canciones
Todas las letras escritas por Santi Balmes, toda la música compuesta por Love of Lesbian (Balmes, Jordi Roig, Joan Ramón Planell y Oriol Bonet). 
| N.º   | Título                         | Duración |  |
| 1.    | «Shine It»                     | 3:50     |  |
| 2.    | «All These Days» (con Desirée) | 4:35     |  |
| 3.    | «Evasive»                      | 4:10     |  |
| 4.    | «A Day in the Park»            | 3:36     |  |
| 5.    | «Lou Reed in my City»          | 5:16     |  |
| 6.    | «Stupid at All»                | 4:46     |  |
| 7.    | «Move On»                      | 1:31     |  |
| 8.    | «Wasted Days»                  | 4:08     |  |
| 9.    | «Transexual Soul»              | 3:53     |  |
| 10.   | «U»                            | 7:05     |  |
| 11.   | «Make Up»                      | 5:17     |  |
| 12.   | «Is It Fiction»                | 4:44     |  |
| 52:54 |                                |          |  |

## Créditos
Créditos procedentes del libreto del álbum.
Love of Lesbian
- Santi Balmes - Voz, coros, guitarras, guitarra acústica, piano, teclados, producción
- Jordi Roig - Guitarras, guitarra acústica, teclados, producción
- Joan Ramón Planell - Bajo eléctrico, bajo acústico, sintetizadores, producción
- Oriol Bonet - Batería, programaciones, percusiones, producción

Otros músicos
- Jordi Montero - Violín (canciones 3, 5, 6, 10 y 11), banjo (canción 9)
- Julián Saldarriaga - Coros (canciones 1 y 6), flauta (canción 4)
- Jean Hugues Dollet "Yanú" - Sampler (canción 12), teclados (canción 3), producción (canciones 3, 9 y 10)
- Paco Escudero - Percusiones (canción 12)
- Desirée García - Voz (canción 2)

Personal
- Josema Rubio de Cabo - Ingeniero de sonido
- Axel Bel - Asistente de ingeniero de sonido

## Recepción
Cuando el álbum fue lanzado en 2002, Is It Fiction? recibió críticas positivas por parte de los críticos. Sergio Picón de Muzikalia describió el álbum como "un disco en el [que] ambos extremos se dan la mano [donde] se condensan muchas sensaciones en muy poco tiempo" y diciendo que es "para escuchar desnudo de todo tipo de prejuicios", para finalmente concluir la crítica diciendo que "es más que probable que nuestra escena no esté todavía preparada para un disco y para un grupo como este. Pero el tiempo, como siempre, pondrá a cada cual en su sitio". La revista Mondosonoro destacó el álbum como el octavo mejor disco español de 2002.
Sin embargo, en una crítica retrospectiva, un redactor anónimo de LaFonoteca no fue tan positivo, dándole al álbum tres estrellas de cinco, diciendo que el álbum "muestra algo más de fuerza y credenciales en el repertorio que su primer trabajo, pero sigue muy en la línea del sonido de su debut, con excepciones contadas" y lamentando que "no se han olvidado del todo de su etapa pasada, y así en «Stupid at All», vuelven a caer en los mismos errores", aunque elogió que "la voz ciertamente agrietada de Santi [Balmes] muestra uno de los puntos potenciales (y aún no explotados) de la formación" y que su tema de cierre homónimo "es el máximo exponente de la nueva etapa que el grupo comenzaba a vivir, en la cual la experimentación de sonidos y la delicadeza lograrían transmitir infinidad de sensaciones".